# Fedora Linux
Fedora je jedna od najpopularnijih distribucija Linuxa, nastavak linije proizvoda Red Hat Linux. Nekada je tvrtka Red Hat imala dvije linije proizvoda: Red Hat Linux namijenjenu kućnim i manjim profesionalnim korisnicima, te liniju proizvoda Red Hat Enterprise Linux koja i danas postoji, a namijenjena je prije svega velikim profesionalnim korisnicima. Distribucija Fedora vrlo je nov proizvod, ništa manje stabilan od prethodnika, s vrlo velikom korisničkom bazom, kvalitetnom podrškom zajednice te je idealan za računalne entuzijaste, kućne korisnike i poslužitelje. Kompanija Red Hat donijela je promjenu poslovnog modela nakon izlaska Red Hat Linux 9. Razloga za tako korjenitu promjenu poslovnog modela ima nekoliko:
- Povećanje kvalitete usluge velikim poslovnim korisnicima,
- Dinamičniji razvoj te kvalitetnija testiranja svojih tehnologija kroz distribuciju Fedora
- Mjera opreza od sudskih tužbi zbog zakona o softverskim patentima.

Nove verzije distribucije Fedora izlaze svakih šest do osam mjeseci.

## Vanjske poveznice
|  | Zajednički poslužitelj ima još gradiva o temi Fedora Linux |

- Fedora Project - Službena stranica
- Unofficial Fedora FAQ